# Cerkiew św. Dymitra w Lazarevacu
Cerkiew św. Dymitra – prawosławna cerkiew-pomnik w Lazarevacu, nosząca wezwanie św. Dymitra, w jurysdykcji eparchii szumadijskiej Serbskiego Kościoła Prawosławnego.

## Historia
Cerkiew została wzniesiona w latach 1938–1941 według projektu Ivana Riki. Zbudowano ją w celu upamiętnienia żołnierzy serbskich poległych w bitwie nad Kolubarą w 1914. Ideę budowy obiektu wspierał osobiście patriarcha serbski Barnaba, który jednak nie dożył ukończenia budowy. Podczas II wojny światowej, 7 czerwca 1941, budynek został uszkodzony wskutek bombardowania, a po zakończeniu działań wojennych odbudowany. W latach 1960–1961 architekci Pavlović, Tadić i Hrabovski zbudowali nową kryptę, w której pochowani są serbscy żołnierze. W krypcie znajdują się brązowe płaskorzeźby Mihaily Tomicia przedstawiające sceny bitwy z 1914 oraz marmurowe tablice z nazwami pułków walczących w niej. W podziemiu cerkwi pochowano 20 tys. serbskich żołnierzy. W 2004 rozpoczęto nadal nieukończony remont obiektu. Od 1981 cerkiew wpisana jest do serbskiego rejestru zabytków o szczególnym znaczeniu.